# Harmer Hill
Harmer Hill – wieś w Anglii, w hrabstwie Shropshire. Leży 11 km na północ od miasta Shrewsbury i 231 km na północny zachód od Londynu.